# Kapłaństwo ludowe
Kapłaństwo ludowe – forma posługi kapłańskiej, sprawowana przez wiernych świeckich w Kościele Katolickim Mariawitów w RP.
Kapłaństwo duchownych zostało zniesione w Kościele Mariawitów 2 sierpnia 1930. Przyjęto wówczas zasadę, że wszystkie sakramenty mogą być sprawowane bez udziału duchownych, bo mogą je sprawować wierni świeccy, albo sam Jezus Chrystus. 
Ta zmiana, a także inne reformy wprowadzane przez arcybiskupa Jana Marię Michała Kowalskiego, doprowadziły w 1935 do rozłamu w mariawityzmie na Kościół Starokatolicki Mariawitów, nieuznający kapłaństwa ludowego, oraz Kościół Katolicki Mariawitów, utrzymujący tę i inne reformy abpa Kowalskiego. W Kościele Katolickim Mariawitów, mimo zniesienia stanu duchownych, są nadal biskupki i kapłanki, które pracują służebnie w Kościele, umacniając kapłaństwo ludowe. Postanowiono również znieść tytuły duchownych i formy rozkazywania.
W 2021 r. w Kościele Katolickim Mariawitów w RP zainicjowano konsekracje biskupie kapłanów/kapłanek ludowych.